# Blepharella confusa
Blepharella confusa là một loài ruồi trong họ Tachinidae.